# 印度尼西亞內政部
内政部是印度尼西亚政府的一个部門，主要负责国家内部事务。 

## 历史
印度尼西亚内政部的歷史可追溯到荷屬東印度時期設立的部門。當時該部門的主要职能是监督警隊、國內人口遷徙以及农业事务 。